# Ludwigschorgast
Ludwigschorgast ist ein Markt im oberfränkischen Landkreis Kulmbach in Bayern.

## Geografie

### Geografische Lage
Ludwigschorgast liegt im Naturpark Frankenwald in der Planungsregion Oberfranken-Ost.

### Gemeindegliederung
Ludwigschorgast hat vier Gemeindeteile (in Klammern ist der Siedlungstyp angegeben):
- Drahtmühle (Einöde)
- Erlenmühle (Einöde)
- Lindenhof (Einöde)
- Ludwigschorgast (Hauptort)

Es gibt auf dem Gemeindegebiet nur die Gemarkung Ludwigschorgast. Sie hat eine Fläche von 5,942 km² und ist in 1435 Flurstücke aufgeteilt, die eine durchschnittliche Flurstücksfläche von 4140,79 m² haben.

## Geschichte
Der Ort wurde in einer Urkunde, die im Zeitraum von 1326 bis 1328 entstand, als „Ludwigschorgast“ erstmals erwähnt. Der Ortsname enthält den slawische Personennamen Skorogast. Das Bestimmungswort Ludwig- diente zur Unterscheidung von dem benachbarten Marktschorgast. Es ist davon auszugehen, dass es den Ort davor auch schon gab. Ludwigschorgast war der östliche Vorposten des Erzbistums Bamberg und erhielt etwa um 1200 eine Steinburg mit einem Rundturm. Die Verleihung des Marktrechtes erfolgte am 28. März 1476 durch Bischof Philipp von Henneberg. Der Ort wurde im Hussiten- und im Bauernkrieg, unter Markgraf Albrecht Alcibiades sowie im Dreißigjährigen und im Siebenjährigen Krieg zerstört.
Gegen Ende des 18. Jahrhunderts bestand Ludwigschorgast aus 63 Anwesen. Das Hochgericht übte das bambergische Centamt Marktschorgast. Die Dorf- und Gemeindeherrschaft hatte das Vogteiamt Marktschorgast. Grundherren waren
- das bambergische Kastenamt Stadtsteinach: 3 Höfe, 1 Dreiviertelhof, 5 Halbhöfe, 6 Viertelhöfe, 2 Achtelhöfe, 6 Güter, 11 Söldengüter, 1 Söldenhaus, 8 Tropfhäuser, 1 Wirtshaus mit Brau, 1 Schmiede;
- der Rat von Ludwigschorgast: 2 Gütlein, 1 Söldengut, 1 Tropfhaus, 1 Hirtenhaus;
- die Pfarrei Ludwigschorgast: Kirche, Pfarrhaus, 6 Sölden, 1 Tropfhaus;
- die Mittelmesse Kupferberg: 1 Haus;
- die Frühmesse Kupferberg: 1 Gütlein;
- die Schule: 1 Haus;
- das Spital Kupferberg: 1 Söldengut.[9]

Seit dem Reichsdeputationshauptschluss von 1802 gehört Ludwigschorgast zu Bayern. Mit dem Gemeindeedikt wurde Ludwigschorgast dem 1811 gebildeten Steuerdistrikt Kupferberg zugewiesen. Ein Jahr später entstand der Steuerdistrikt Ludwigschorgast, zu dem Drahtmühle und Erlenmühle gehörten. Zugleich entstand die Ruralgemeinde Ludwigschorgast, die deckungsgleich mit dem Steuerdistrikt war. Sie war in Verwaltung und Gerichtsbarkeit dem Landgericht Kulmbach zugeordnet und in der Finanzverwaltung dem Rentamt Kulmbach. Am 1. Oktober 1840 wurde sie an das Landgericht Stadtsteinach und dem Rentamt Stadtsteinach überwiesen (1919 in Finanzamt Stadtsteinach umbenannt). Ab 1862 gehörte Ludwigschorgast zum Bezirksamt Stadtsteinach (1939 in Landkreis Stadtsteinach umbenannt). Die Gerichtsbarkeit blieb beim Landgericht Stadtsteinach (1879 in Amtsgericht Stadtsteinach umgewandelt).

### Einwohnerentwicklung
Im Zeitraum 1988 bis 2018 wuchs der Markt von 918 auf 971 um 53 Einwohner bzw. um 5,8 %. Am 31. Dezember 2002 hatte Ludwigschorgast 1033 Einwohner.
Gemeinde Ludwigschorgast
| Jahr      | 1819   | 1840   | 1852   | 1861   | 1867   | 1871   | 1875   | 1880   | 1885   | 1890   | 1895   | 1900   | 1905   | 1910   | 1919   | 1925   | 1933   | 1939   | 1946   | 1950   | 1961   | 1970   | 1987   | 2000 | 2010   | 2015   | 2021   |
| Einwohner | 428    | 485    | 553    | 585    | 594    | 568    | 558    | 549    | 504    | 490    | 474    | 467    | 473    | 494    | 484    | 487    | 535    | 622    | 926    | 971    | 969    | 988    | 881    | 1021 | 975    | 985    | 980    |
| Häuser    |        |        |        |        |        | 82     |        |        | 84     | 84     |        | 90     |        |        |        | 89     |        |        |        | 110    | 161    |        | 237    |      |        | 332    | 352    |
| Quelle    | [ 12 ] | [ 13 ] | [ 13 ] | [ 14 ] | [ 15 ] | [ 16 ] | [ 17 ] | [ 18 ] | [ 19 ] | [ 20 ] | [ 13 ] | [ 21 ] | [ 13 ] | [ 22 ] | [ 13 ] | [ 23 ] | [ 13 ] | [ 13 ] | [ 13 ] | [ 24 ] | [ 25 ] | [ 26 ] | [ 27 ] |      | [ 28 ] | [ 28 ] | [ 29 ] |

Ort Ludwigschorgast
| Jahr      | 001818 | 001819 | 001861 | 001871 | 001885 | 001900 | 001925 | 001950 | 001961 | 001970 | 001987 |
| Einwohner |        | 428 *  | 585 *  | 550    | 495    | 450    | 475    | 952    | 950    | 974    | 872    |
| Häuser    | 75     |        |        |        | 82     | 88     | 87     | 108    | 158    |        | 234    |
| Quelle    | [ 10 ] | [ 12 ] | [ 14 ] | [ 16 ] | [ 19 ] | [ 21 ] | [ 23 ] | [ 24 ] | [ 25 ] | [ 26 ] | [ 27 ] |

## Politik
Erste Bürgermeisterin ist seit Mai 2008 Doris Leithner-Bisani (CSU). Vorgänger war Fred Popp (CSU).
Der Marktgemeinderat besteht nach der Gemeinderatswahl 2020 aus acht Mitgliedern:
- CSU: 4
- SPD: 4

### Verwaltung
Die Gemeinde ist Mitglied der Verwaltungsgemeinschaft Untersteinach.

### Wappen und Flagge
Wappen
| Wappen Gde. Ludwigschorgast | Blasonierung: „In Blau auf einem mit einem silbernen Wellenbalken belegten grünen Boden stehend ein rot bedachter silberner Rundturm mit umlaufender, rot gedeckter silberner Ringmauer, die ein grünes Feld einschließt.“ |
| Wappen Gde. Ludwigschorgast | Wappenbrief vom 28. März 1476 |

Flagge
Die Gemeindeflagge ist rot-weiß-grün.

## Wirtschaft und Infrastruktur

### Wirtschaft einschließlich Land- und Forstwirtschaft
Es gab 2020 nach der amtlichen Statistik 86 sozialversicherungspflichtig Beschäftigte am Arbeitsort, 447 sozialversicherungspflichtig Beschäftigte am Wohnort, sowie 20 Arbeitslose. Im verarbeitenden Gewerbe gab es keinen Betrieb, im Bauhauptgewerbe einen Betrieb. 2016 bestanden 3 landwirtschaftliche Betriebe mit einer landwirtschaftlich genutzten Fläche von 287 Hektar.

### Verkehr
Der Haltepunkt Ludwigschorgast liegt an der Bahnstrecke Bamberg–Hof. Die Bundesstraße 303 führt an Untersteinach vorbei nach Stadtsteinach (5,5 km nordwestlich) bzw. nach Wirsberg (4 km südöstlich). Die Bundesstraße 289 führt nach Kulmbach (8,5 km westlich) bzw. nach Kupferberg (1,6 km nordöstlich). Die  (3 km nordöstlich). Eine Gemeindeverbindungsstraße führt an Erlenmühle, Lettenhof und Raasen vorbei zur Kreisstraße KU 22 bei See (2 km südlich).

### Bildung
Es gibt folgende Einrichtungen (Stand 2024):
- Kindergärten: drei Gruppen, darunter eine Kindergarten- und eine Krippengruppe
- Grundschulen: eine mit 18 Lehrern und 137 Schülern[35]

## Persönlichkeiten
- Friedrich Braunersreuther (1880–1965), Gewerkschafter und Politiker (SPD)